# Meliboeus impressithorax
Meliboeus impressithorax es una especie de escarabajo del género Meliboeus, familia Buprestidae. Fue descrita científicamente por Pic en 1924.